# Хронология пилотируемых космических полётов (1960-е)
Этот список включает перечень пилотируемых полётов с 1961-го по 1969 год. Период 60-х годов XX века — первое десятилетие полётов человека в космос. Тогда были начаты советские космические программы «Восток», «Восход», «Союз» и американские «Меркурий», «Джемини», «Аполлон».
- Красным цветом выделены неудачные запуски.
- Зелёным — суборбитальные полёты (включая полёты, при которых не удалось выйти на расчётную орбиту).

## 1961 год
| № | Экипаж                  | Корабль доставки                           | Достижения                                                        | Продолжительность |
| - | ----------------------- | ------------------------------------------ | ----------------------------------------------------------------- | ----------------- |
| 1 | Юрий Алексеевич Гагарин | 12 апреля 1961 «Восток»                    | Первый полёт человека в космос (орбитальный, макс. высота 327 км) | 1 ч 48 мин        |
| - | Алан Шепард             | 5 мая 1961 «Меркурий-3» (Фридэм 7)         | Суборбитальный полёт, макс. высота 186,5 км                       | 15 мин            |
| - | Вирджил Гриссом         | 21 июля 1961 «Меркурий-4» (Либерти Белл 7) | Суборбитальный полёт, макс. высота 190 км                         | 16 мин            |
| 2 | Герман Степанович Титов | 6 августа 1961 «Восток-2»                  | Первый суточный полёт.                                            | 25 ч 18 мин       |

Итоги года
- Первый год пилотируемых полётов.
- Первых два орбитальных полёта в СССР и два суборбитальных полёта в США.
- Побит рекорд продолжительности полёта — Титов = 25 ч 18 м (1 день 1 ч 18 м). Предыдущий рекорд был — Гагарин = 1 ч 48 м.
- 12 апреля 1961 установлен рекорд по количеству людей одновременно находящихся на околоземной орбите — 1 человек

## 1962 год
| № | Экипаж              | Корабль доставки             | Достижения | Продолжительность |
| - | ------------------- | ---------------------------- | --- | ----------------- |
| 3 | Джон Гленн          | 20 февраля 1962 «Меркурий-6» | Первый орбитальный полёт США (высота 186 км)                                                                  | 4 ч 55 мин        |
| 4 | Малькольм Карпентер | 24 мая 1962 «Меркурий-7»     | | 4 ч 56 мин        |
| 5 | Андриян Николаев    | 11 августа 1962 «Восток-3»   | Первый групповой полёт двух кораблей («Восток-3» и «Восток-4»). Рекорд продолжительности полёта = 94 ч 25 мин | 3 сут 22 ч 25 мин |
| 6 | Павел Попович       | 12 августа 1962 «Восток-4»   | Сближение с «Восток-3» до 6 км                                                                                | 2 сут 22 ч 59 мин |
| 7 | Уолтер Ширра        | 3 октября 1962 «Меркурий-8»  | | 9 ч 13 мин        |

Итоги года
- Первый групповой полёт двух космических кораблей.
- Космонавтов СССР — 4 (+2 за год);  пилотируемых полётов СССР — 4 (+2 за год).
- Астронавтов США — 3 (+3 за год); пилотируемых полётов США — 3 (+3 за год).
- Всего астронавтов и космонавтов — 7 (+5 за год).
- Всего пилотируемых полётов — 7 (+5 за год).
- Побит рекорд продолжительности полёта — Николаев = 94 ч 25 м (3 дня 22 ч 25 м). Предыдущий рекорд был — Титов = 25 ч 18 м (1 день 1 ч 18 м).
- 12 августа 1962 побит рекорд по количеству людей одновременно находящихся на околоземной орбите — 2 человек (+1 с апреля 1961)

## 1963 год
| №  | Экипаж              | Корабль доставки         | Достижения | Продолжительность |
| -- | ------------------- | ------------------------ | --- | ----------------- |
| 8  | Гордон Купер        | 15 мая 1963 «Меркурий-9» | Первый суточный полёт США | 1 сут 10 ч 20 мин |
| 9  | Валерий Быковский   | 14 июня 1963 «Восток-5»  | Второй групповой полёт двух кораблей. Рекорд продолжительности полёта = 119 ч 6 мин. Этот рекорд для полётов в одиночку не превзойдён до сегодняшнего дня.                                              | 4 сут 23 ч 6 мин  |
| 10 | Валентина Терешкова | 16 июня 1963 «Восток-6»  | Первая женщина в космосе. Сближение с «Восток-5» до 5 км. Терешкова оставалась единственной женщиной-космонавтом до 1982 года Терешкова — единственная женщина, совершившая одиночный космический полет | 2 сут 22 ч 50 мин |

Итоги года
- Первый полёт женщины-космонавта.
- Второй групповой полёт двух космических кораблей.
- Космонавтов СССР — 6 (+2 за год);   Пилотируемых полётов СССР — 6 (+2 за год).
- Астронавтов США — 4 (+1 за год);   Пилотируемых полётов США — 4 (+1 за год).
- Всего астронавтов и космонавтов — 10 (+3 за год).
- Всего пилотируемых полётов — 10 (+3 за год).
- Рекорд продолжительности полёта = 119 ч 6 мин.
- Побит рекорд продолжительности полёта — Быковский = 119 ч 6 м (4 дня 23 ч 6 м). Предыдущий рекорд был — Николаев = 94 ч 25 м (3 дня 22 ч 25 м).

## 1964 год
| №  | Экипаж                                              | Корабль доставки           | Достижения                                      | Продолжительность |
| -- | --------------------------------------------------- | -------------------------- | ----------------------------------------------- | ----------------- |
| 11 | Владимир Комаров Константин Феоктистов Борис Егоров | 12 октября 1964 «Восход-1» | Первый полёт многоместного космического корабля | 1 сут 0 ч 17 мин  |

Итоги года
- Первый полёт многоместного космического корабля.
- Впервые в космосе гражданские специалисты.
- Космонавтов СССР — 9 (+3 за год); пилотируемых полётов СССР — 7 (+1 за год).
- Астронавтов США — 4 (+0 за год); пилотируемых полётов США — 4 (+0 за год).
- Всего астронавтов и космонавтов — 13 (+3 за год).
- Всего пилотируемых полётов — 11 (+1 за год).
- 12 октября 1964 побит рекорд по количеству людей одновременно находящихся на околоземной орбите — 3 человек (+1 с августа 1962)

## 1965 год
| №  | Экипаж                       | Корабль доставки             | Достижения | Продолжительность  |
| -- | ---------------------------- | ---------------------------- | --- | ------------------ |
| 12 | Павел Беляев Алексей Леонов, | 18 марта 1965 «Восход-2»     | Первый полёт двухместного космического корабля. Первый выход в открытый космос.                                                                                      | 1 сут 2 ч 2 мин    |
| 13 | Вирджил Гриссом Джон Янг     | 23 марта 1965 «Джемини-3»    | Первый полёт двухместного космического корабля США. | 4 ч 53 мин         |
| 14 | Джеймс МакДивитт Эдвард Уайт | 3 июня 1965 «Джемини-4»      | Первый выход американского астронавта в открытый космос. | 4 сут 1 ч 56 мин   |
| 15 | Гордон Купер Чарльз Конрад   | 21 августа 1965 «Джемини-5»  | Впервые астронавт (Купер) совершает второй космический полёт. Рекорд продолжительности полёта = 190 ч 55 мин.                                                        | 7 сут 22 ч 55 мин  |
| 16 | Фрэнк Борман Джеймс Ловелл   | 4 декабря 1965 «Джемини-7»   | Рекорд продолжительности полёта = 330 ч 35 мин. Первый групповой полёт американских космических кораблей. Сближение с «Джемини-6А» до 30 см.                         | 13 сут 18 ч 35 мин |
| 17 | Уолтер Ширра Томас Стаффорд  | 15 декабря 1965 «Джемини-6А» | Первый групповой полёт американских космических кораблей. Первое успешное сближение на орбите с «Джемини-7» до 30 см. Впервые в космосе одновременно — 4 астронавта. | 1 сут 1ч 51 мин    |

Итоги года
- Первый выход в открытый космос.
- Первые полёты двухместных космических кораблей в США.
- Впервые астронавт совершает два космических полёта.
- Космонавтов СССР — 11 (+2 за год); пилотируемых полётов СССР — 8 (+1 за год).
- Астронавтов США — 12 (+6 за год); пилотируемых полётов США — 9 (+5 за год).
- Всего астронавтов и космонавтов — 23 (+10 за год).
- Всего пилотируемых полётов — 17 (+6 за год).
- Побит рекорд суммарной продолжительности пребывания в космосе — Борман, Ловелл (за один полёт) = 330 ч 35 м (13 дней 18 ч 35 м). Предыдущий рекорд был — Купер (за два полёта)= 225 ч 14 мин (9 дней 9 ч 14 м).
- Побит рекорд продолжительности полёта — Борман, Ловелл = 330 ч 35 м (13 дней 18 ч 35 м). Предыдущий рекорд был — Купер, Конрад = 190 ч 55 мин (7 дней 18 ч 55 м).
- 15 декабря 1965 побит рекорд по количеству людей одновременно находящихся на околоземной орбите — 4 человек (+1 с октября 1964)

## 1966 год
| №  | Экипаж                      | Корабль доставки              | Достижения | Продолжительность   |
| -- | --------------------------- | ----------------------------- | --- | ------------------- |
| 18 | Нил Армстронг Дэвид Скотт   | 16 марта 1966 «Джемини-8»     | Первая стыковка на орбите с ракетой-целью «Аджена-8».                                                                   | 10 ч 41 мин         |
| 19 | Томас Стаффорд Юджин Сернан | 3 июня 1966 «Джемини-9А»      | Три сближения на орбите с адаптером, в том числе визуальное, без использования радара. Выход Сернана в открытый космос. | 3 суток 9 ч 20 мин  |
| 20 | Джон Янг Майкл Коллинз      | 18 июля 1966 «Джемини-10»     | Рекорд высоты орбиты — 764 км. Стыковка с «Аджена-10» и сближение с «Аджена-8». Коллинз — 2 выхода в открытый космос.   | 2 суток 22 ч 46 мин |
| 21 | Чарльз Конрад Ричард Гордон | 12 сентября 1966 «Джемини-11» | Рекорд высоты орбиты — 1.372 км. Стыковка с «Аджена-11» Гордон — выход в открытый космос.                               | 2 суток 23 ч 17 мин |
| 22 | Джеймс Ловелл Эдвин Олдрин  | 11 ноября 1966 «Джемини-12»   | Сближение с «Аджена-12». Олдрин — 3 выхода в открытый космос, общей продолжительностью 5,5 ч.                           | 3 суток 22 ч 34 мин |

Итоги года
- Первая стыковка на орбите.
- Космонавтов СССР — 11 (+0 за год); пилотируемых полётов СССР — 8 (+0 за год).
- Астронавтов США — 18 (+6 за год); пилотируемых полётов США — 14 (+5 за год).
- Всего астронавтов и космонавтов — 29 (+6 за год).
- Всего пилотируемых полётов — 22 (+5 за год).
- Побит рекорд суммарной продолжительности пребывания в космосе — Ловелл (за два полёт) = 425 ч 9 м (17 дней 17 ч 9 м). Предыдущий рекорд был — Борман, Ловелл = 330 ч 35 м (13 дней 18 ч35 м).

## 1967 год
| №  | Экипаж           | Корабль доставки        | Достижения | Продолжительность |
| -- | ---------------- | ----------------------- | --- | ----------------- |
| 23 | Владимир Комаров | 23 апреля 1967 «Союз-1» | Первый полёт нового советского космического корабля — «Союз». Впервые советский космонавт совершает два космических полёта. Впервые космонавт погибает при выполнении космического полёта. | 1 сут 2 ч 37 мин  |

Итоги года
- Первый полёт нового советского космического корабля — «Союз».
- Впервые советский космонавт совершает два космических полёта.
- Впервые космонавт погибает при выполнении космического полёта.
- Космонавтов СССР — 11 (+0 за год); пилотируемых полётов СССР — 9 (+1 за год).
- Астронавтов США — 18 (+0 за год); пилотируемых полётов США — 14 (+0 за год).
- Всего астронавтов и космонавтов — 29 (+0 за год).
- Всего пилотируемых полётов — 23 (+1 за год).

## 1968 год
| №  | Экипаж                                   | Корабль доставки            | Достижения | Продолжительность |
| -- | ---------------------------------------- | --------------------------- | --- | ----------------- |
| 24 | Уолтер Ширра Донн Айзли Уолтер Каннингем | 11 октября 1968 «Аполлон-7» | Первый полёт нового американского космического корабля — «Аполлон». Впервые три американских астронавта в одном экипаже. Уолтер Ширра первым совершает три космических полёта. | 10 сут 20 ч 9 мин |
| 25 | Георгий Береговой                        | 26 октября 1968 «Союз-3»    | Сближение с непилотируемым кораблём «Союз-2». | 3 сут 22 ч 51 мин |
| 26 | Фрэнк Борман Джеймс Ловелл Уильям Андерс | 21 декабря 1968 «Аполлон-8» | Первый полёт к Луне. Впервые три американских астронавта вышли на окололунную орбиту.                                                                                          | 6 сут 3 ч 1 мин   |

Итоги года
- Первый полёт нового американского корабля — «Аполлон».
- Через полтора года после гибели Комарова в СССР возобновляются пилотируемые полёты.
- Первый пилотируемый облёт Луны.
- Космонавтов СССР — 12 (+1 за год); пилотируемых полётов СССР — 10 (+1 за год).
- Астронавтов США — 21 (+3 за год); пилотируемых полётов США — 16 (+2 за год).
- Всего астронавтов и космонавтов — 33 (+4 за год).
- Всего пилотируемых полётов — 26 (+3 за год).
- Побит рекорд суммарной продолжительности пребывания в космосе — Ловелл (за три полёт) = 572 ч 10 м (23 дня 20 ч 10 м). Предыдущий рекорд был — Ловелл (за два полёт) = 425 ч 9 м (17 дней 17 ч 9 м).

## 1969 год
| №  | Экипаж                                               | Корабль доставки            | Достижения | Продолжительность |
| -- | ---------------------------------------------------- | --------------------------- | --- | ----------------- |
| 27 | Владимир Шаталов                                     | 14 января 1969 «Союз-4»     | Первая стыковка двух пилотируемых кораблей. | 2 сут 23 ч 23 мин |
| 28 | Борис Волынов Алексей Елисеев Евгений Хрунов         | 15 января 1969 «Союз-5»     | Первая стыковка двух пилотируемых кораблей. Елисеев и Хрунов перешли через открытый космос в «Союз-4». Впервые космонавты стартовали на одном, а приземлились на другом корабле. | 3 сут 0 ч 56 мин  |
| 29 | Джеймс МакДивитт Дэвид Скотт Рассел Швайкарт         | 3 марта 1969 «Аполлон-9»    | Манёвры с лунной кабиной на околоземной орбите. | 10 сут 1 ч 1 мин  |
| 30 | Томас Стаффорд Джон Янг Юджин Сернан                 | 18 мая 1969 «Аполлон-10»    | Второй полёт к Луне. Генеральная репетиция высадки на Луну. Первая стыковка на лунной орбите.                                                                                    | 8 сут 0 ч 3 мин   |
| 31 | Нил Армстронг Майкл Коллинз Эдвин Олдрин             | 16 июля 1969 «Аполлон-11»   | Высадка астронавтов Армстронга и Олдрина на Луне. | 8 сут 3 ч 9 мин   |
| 32 | Георгий Шонин Валерий Кубасов                        | 11 октября 1969 «Союз-6»    | Первый групповой полёт трёх космических кораблей. Взаимные манёвры трёх космических кораблей. Впервые в космосе одновременно семь космонавтов.                                   | 4 сут 22 ч 42 мин |
| 33 | Анатолий Филипченко Виктор Горбатко Владислав Волков | 12 октября 1969 «Союз-7»    | Первый групповой полёт трёх космических кораблей. Взаимные манёвры трёх космических кораблей. Впервые в космосе одновременно семь космонавтов.                                   | 4 сут 22 ч 41 мин |
| 34 | Владимир Шаталов Алексей Елисеев                     | 13 октября 1969 «Союз-8»    | Первый групповой полёт трёх космических кораблей. Взаимные манёвры трёх космических кораблей. Впервые в космосе одновременно семь космонавтов.                                   | 4 сут 22 ч 50 мин |
| 35 | Чарльз Конрад Ричард Гордон Алан Бин                 | 14 ноября 1969 «Аполлон-12» | Вторая экспедиция с высадкой на Луне. | 10 сут 4 ч 36 мин |

Итоги года
- Первая стыковка пилотируемых кораблей.
- Первая и вторая высадки человека на Луне.
- Групповой полёт трёх космических кораблей.
- Космонавтов СССР — 21 (+9 за год); пилотируемых полётов СССР — 15 (+5 за год).
- Астронавтов США — 23 (+2 за год); пилотируемых полётов США — 20 (+4 за год).
- Всего астронавтов и космонавтов — 44 (+11 за год).
- Всего пилотируемых полётов — 35 (+9 за год).
- 13 октября 1969 побит рекорд по количеству людей одновременно находящихся на околоземной орбите — 7 человек (+3 с декабря 1965)